# Ваља Сасулуј (Муреш)
Ваља Сасулуј (рум. Valea Sasului) насеље је у Румунији у округу Муреш у општини Козма. Oпштина се налази на надморској висини од 452 m.

## Становништво
Према подацима из 2002. године у насељу је живело 31 становника, од којих су сви румунске националности.